# St. Jakob (Rauschwitz)

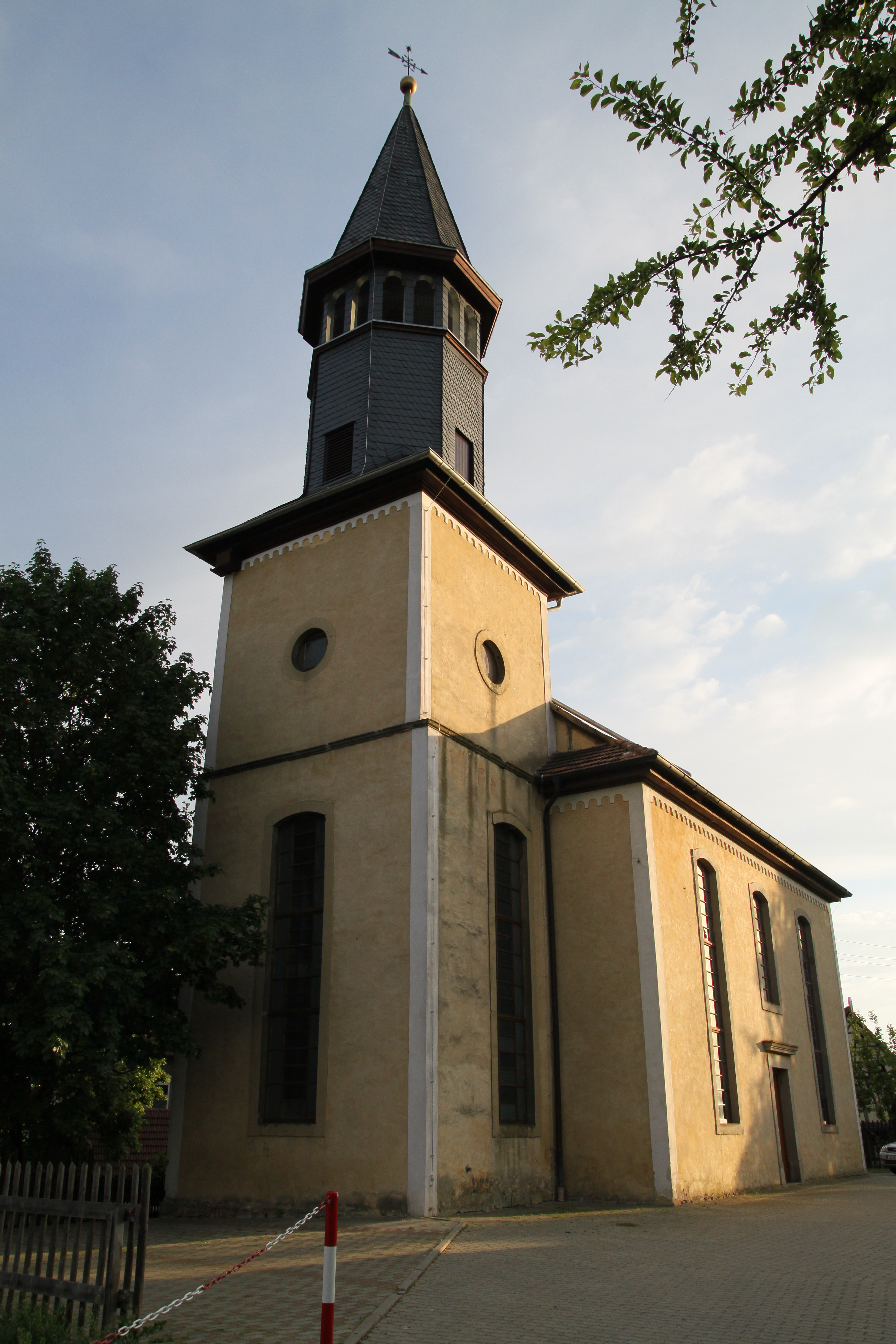
Dorfkirche St. Jakob in Rauschwitz

Die Dorfkirche St. Jakob steht in der Gemeinde Rauschwitz im Saale-Holzland-Kreis in Thüringen. Sie gehört zum Pfarrbereich Bürgel im Kirchenkreis Eisenberg der Evangelischen Kirche in Mitteldeutschland.

## Lage
Die Kirche liegt am Nordrand des Ortes an einer nach Süden geneigten Hanglage. Östlich führt die Verbindungsstraße von Camburg nach Trotz vorüber.

## Geschichte
Die einschiffige Kirche mit eingezogenem quadratischen Chorturm und achteckigem schieferverblendeten Aufsatz wurde im  19. Jahrhundert auf den Grundmauern der Vorgängerkirche gebaut (Einweihung am 8. September 1850).
Innen befinden sich dreiseitige Emporen. Die Decke ist mit einem Jugendstilornament bemalt, das bei einer Renovierung 1900 entstand und die christlichen Symbole Kreuz, Kelch und Palmzweig zeigt. Die Orgel wurde 1850 von Johann Gottlieb Poppe aus Altenburg gebaut.